# Уннерстад, Эдит
Эдит Уннерстад, урождённая Тёттерман (швед. Edith Alice Unnerstad; 28 июля 1900, Хельсинки — 29 декабря 1982, Дандерюд) — шведская писательница родом из Финляндии. Известна в первую очередь как автор книг для детей.

## Биография и творчество
Эдит Тёттерман родилась в 1900 году в Хельсинки. Она была второй из семерых детей Акселя Александра и Иды Юлии Ингеборг Тёттерман. В 1908 году семья переселилась в Мариехамн, а два года спустя — в Швецию, в Стокгольм. Там Эдит училась в школе, а летние месяцы проводила у родственников на Аландских островах.
В 1924 году Эдит вышла замуж за Арвида Уннерстада, гражданского инженера. В 1928 году у них родилась дочь Лена, впоследствии ставшая литературной переводчицей. В 1930-х годах семья поселилась в Юрхольме, где Эдит Уннерстад оставалась до конца жизни. Она умерла в 1982 году в Дандерюде.
Литературный дебют Эдит Уннерстад состоялся в 1932 году с книгой «Uffe reser jorden runt». За ней последовали две детективных истории, «Fallet Bengtsson» (1933) и «Fallet Malo» (1934), опубликованные под псевдонимом «Алиса Тёттерман». Период наиболее интенсивной творческой деятельности Уннерстад пришёлся на 1950-е годы. В числе прочего она написала более 25 детских книг, из которых самые известные — о семействе Пип-Ларссон. Отец этого семейства изобретает кастрюлю, способную издавать разные звуки в зависимости от степени готовности еды, и с его попыток продать своё изобретение начинаются приключения Ларссонов. В 1949 году все части цикла были изданы одной книгой под заглавием «Kastrullresan», впоследствии неоднократно экранизированной. Кроме того, Эдит Уннерстад является автором девяти романов и одного поэтического сборника. В её романах, предназначенных для взрослой аудитории, детским персонажам также отводится немалая роль. Некоторые из книг основаны на жизненном опыте самой писательницы. В 1957 году Эдит Уннерстад была присуждена премия Нильса Хольгерссона, за книгу «Farmorsresan».